# Paolo Pangrazzi
Paolo Pangrazzi, né le 19 janvier 1988 à Tione di Trento, est un skieur alpin italien.

## Biographie
Paolo Pangrazzi débute dans le cirque blanc lors de l'hiver 2003-2004.
Il apparaît dans des épreuves de la Coupe d'Europe de ski alpin en 2007. En 2008, il se classe notamment quatrième du combiné aux Championnats du monde junior.
En 2010, il monte sur son premier podium en Coupe d'Europe sur une descente puis remporte une manche à l'occasion du super-combiné de Sarntal-Reinswald.
Le 14 janvier 2011, il dispute sa première course en Coupe du monde, le super-combiné de Wengen. Il y récolte ses premiers points avec une 22e place. Deux semaines plus tard, il prend la huitième place du super-combiné de Chamonix.
Il est sélectionné pour les Championnats du monde de Garmisch-Partenkirchen où il signe une sixième place sur le super-combiné (gagné par Aksel Lund Svindal), meilleur résultat de sa carrière.
Il est champion d'Italie de descente 2013.

## Palmarès

### Championnats du monde
| Épreuve / Édition | Garmisch-Partenkirchen 2011 |
| Super combiné     | 6e                          |

### Coupe du monde
- Meilleur classement général : 105e en 2011.
- Meilleur résultat : 8e.

#### Classements détaillés
| Saison / Épreuve | Saison / Épreuve | Général | Général | Combiné | Combiné |
| ---------------- | ---------------- | ------- | ------- | ------- | ------- |
| Saison / Épreuve | Saison / Épreuve | Class.  | Points  | Class.  | Points  |
| 2011             | 2011             | 105e    | 41      | 20e     | 41      |
| 2016             | 2016             | 155e    | 3       | 46e     | 3       |
| 2017             | 2017             | 118e    | 20      | 24e     | 20      |

### Championnats d'Italie
- Champion de descente en 2013.